# Рагав (Библия)
Рагав, Рагев (др.-евр רְעוּ Рэу́ — «дружество», «товарищество») — один из послепотопных патриархов, потомок Сима, сын Фалека и отец Серуха.
Он также является прапрадедом Авраама.
Мхитар Айриванеци упоминает жену Рагава — Суру.
В Книге Юбилеев упоминается жена Рагева (Рагава) — Ара (дочь сына Кеседа).

## История
Впервые Рагав упоминается в Быт. 11:18. У Фалека, согласно Еврейской Библии в 30 лет (согласно Септуагинте в 130 лет) родился сын, которым и был Рагав. Согласно Еврейской Библии в 32 года (согласно Септуагинте, 132 года) у Рагава родился сын Серух, а в 207 лет у него родились «сыны и дочери». Таким образом, прожил, согласно Еврейской Библии, 239 лет или согласно Септуагинте, 339 лет (Быт. 11:18—21).
Кроме этого, Рагав упоминается в 1 Пар. 1:25, а также в Лк. 3:35.